# Entrimo
Entrimo es un municipio español de la provincia de Orense, en la comunidad autónoma de Galicia. Se encuentra en la Comarca de La Baja Limia y su capital es el lugar de A Terrachá.

## Historia
El territorio de Entrimo cuenta con yacimientos prehistóricos poco estudiados. El investigador Benito Fernández Alonso señala los castros de Monte do Quinxo, las mámoas de San Fiz, las sepulturas abiertas en ese outeiro y los montes Lumiares y Penedo da Facha con designación que parece indicar hogueras de señales. 
También fue estudiado el castro de la "Pía da Moura", o  el "Penedo das Serpes", así coma los habitantes de estas tierras por Florentino López Cuevillas e Fermín Bouza Brey en su obra "Os Oemstrimnios, os saefes e a ofiolatría en Galicia". 
La primera cita documental conocida de Interimi (Entrimo) aparece en la concordia de 6 de enero de 1149 entre el obispo Martín de Ourense y el abad Pelaio de Celanova. Una tierra con la situación e riqueza potencial de esta, tenía que despertar continuas apetencias jurisdiccionales. 
Durante mucho tiempo, el monasterio de Celanova ejerció el dominio jurisdiccional sobre varias aldeas y, el abad, si bien era copartícipe del Rey, ponía jueces ordinarios e cobraba rentas. Debido seguramente a que este ángulo suroeste, bajo el castillo de Araúxo (Lobios) se mantuviese fue donado por Enrique II a Juan Rodríguez de Biedma, principal secuaz de los Trastamara, en lo que hoy comprende el distrito. La donación, junto con la de Lobeira, Araúxo y Abelenda, se formalizó el 15 de enero de 1368 en León, antes de que Enrique tuviese una corona y menos todavía el dominio de Galicia. La herencia de los Biedma constituyó la base del poderío del Condado de Monterrei, al cual pasaron de este modo los derechos. 
También ejercieron jurisdicción civil e criminal los condes de Ribadavia, cedida igualmente por los Trastámara, ejercicio que comenzó en su antecesor inmediato, Diego Pérez Sarmiento, conde de Santa Marta. En la Edad Media, el curato de Entrimo era provisión alternativa del monasterio de Celanova, de dignidad episcopal y de la Cámara de Castilla. 
La jurisdicción era ejercida por cuatro partes: el monasterio de Celanova, con derecho sobre la merindad de Asperelo, dos partes para la corona y lo restante, Guxinde y Grou, del monasterios de Freás. Todos pagaban, ademáis, al conde de Ribadavia una renta proporcional en vino, cebada, tocinos y carneros. 
La jurisdicción de Entrimo promovió un pleito que, al resolverse, puso fin al dominio y patronazgo de Celanova, y, es de suponer que los de los demás señores con lo cual pasó a realengo, calidad que se procuró dejar bien patente en toda ocasión sucesiva. 
Felipe III, por real carta de marzo de 1608, eximió a los vecinos de Entrimo de cargas militares por causa de su permanente estado de alarma a consecuencia de su situación fronteriza. De hecho la zona sufrió mucho durante las guerras hispano-lusas: amagos e incursiones de invasión, requisas de ganado e cosechas, y quema de archivos. Felipe IV confirmó el 30 de julio de 1643, durante la guerra de separación de Portugal, la exención que concediera su padre a Entrimo. 
El cronista del Condado, González de Ulloa, dice que el curato reportaba 4.000 ducados de renta para el párroco, además de otras conveniencias e regalías. Añadía –este escritor alrededor de 1.770- que la reciente iglesia era tal como una colegiata y que la casa rectoral parecía un pequeño palacio. Recuerda la estancia del obispo Quevedo en Entrimo durante la Semana Santa de 1.815. 
La capitalidad del concejo, Terrachán, contaba ya en 1.922 con los servicios de cartería y telégrafo, diario y sección de carabineros desde 1.870, refundida luego como puesto de la Guardia Civil que data de 1.898.

## Geografía humana

### Demografía
Cuenta con una población de 1079 habitantes (INE 2024).
| Gráfica de evolución demográfica de Entrimo entre 1842 y 2021                                                         |
| |
| Población de derecho según los censos de población del INE. Población de hecho según los censos de población del INE. |

### Organización territorial
El municipio está formado por dieciocho entidades de población distribuidas en cinco parroquias:
- Entrimo (Santa María la Real)[8]
- Galez (San Félix)[9]
- Illa[6] (San Lorenzo)[10]
- Pereira[6] (San Facundo)[11]
- Venceáns (Santo Tomás)[12][7]

## Economía

### Evolución de la deuda viva
El concepto de deuda viva contempla solo las deudas con cajas y bancos relativas a créditos financieros, valores de renta fija y préstamos o créditos transferidos a terceros, excluyéndose, por tanto, la deuda comercial.
| Gráfica de evolución de la deuda viva del ayuntamiento entre 2008 y 2014                             |
| |
| Deuda viva del ayuntamiento en miles de Euros según datos del Ministerio de Hacienda y Ad. Públicas. |

La deuda viva municipal por habitante en 2014 ascendía a 167,79 €.

## Patrimonio
- Iglesia de Entrimo (Santa María a Real)
- Parque natural de Baixa Limia-Serra do Xures